# Renée Felice Smith
Renée Felice Smith (16 de janeiro de 1985) é uma atriz americana mais conhecida por interpretar Nell Jones na série NCIS: Los Angeles.

## Vida privada
Renée estudou no colégio Patchogue-Medford High School em Long Island, Nova Iorque, assim como no Tisch School of the Arts na Universidade de Nova Iorque, se formando em História, e no Lee Strasberg Institute.

## Carreira
O primeiro papel dela foi num comercial de yogurte Danone aos seis anos de idade.
Smith começou a carreira no teatro, e fez sua estreia na peça Wildflower do Second Stage. Ela foi contratada para a sitcom do The CW potencialmente chamada "Wyoming", e dirigida por Amy Sherman-Palladino, mas apenas o episódio piloto já que o projeto não foi escolhido pelo canal. Smith então foi escolhida para o papel de Nell Jones em NCIS: Los Angeles. Inicialmente ela faria uma personagem recorrente, mas a atuação dela impressionou os produtores, que a promoveram para o elenco fixo da série. Ela apareceu em um papel coadjuvante no filme de 2011 Detachment.
A atriz começou a coescrever uma série de livros infantis basada no bulldog francês dela, Hugo, em 2012.